# Les Masies de Roda
Les Masies de Roda è un comune spagnolo situato nella comunità autonoma della Catalogna.
Fino al 1805 ha costituito un unico comune con Roda de Ter, dal quale si è poi separata.